# Rhus dhuna
Rhus dhuna är en sumakväxtart som beskrevs av Buch.-ham.. Rhus dhuna ingår i släktet sumaker, och familjen sumakväxter. Inga underarter finns listade i Catalogue of Life.